# Aree naturali protette della Serbia
Le aree naturali protette della Serbia coprono circa il 5% del territorio nazionale. Ci sono 5 parchi nazionali, 120 riserve naturali, 20 parchi naturali, e circa 470 monumenti naturali.
L'ente serbo preposto alle tematiche ambientali è l'Istituto per la Protezione della Natura della Serbia (SEPA), organo del  Ministero della Protezione ambientale della Repubblica di Serbia. Il SEPA compie il monitoraggio delle aree protette, rileva e gestisce i dati ambientali, anche relativi all'inquinamento.
Il territorio della Serbia a fine anni novanta per i bombardamenti avvenuti durante la guerra  ha subito notevoli danni ambientali, e in alcuni casi le contaminazioni del suolo e delle acque avranno conseguenze per alcuni decenni a venire. Per questo l'istituzione di aree protette e l'operato del SEPA, agevolato da alcune organizzazioni internazionali, è un importante passo avanti nel recupero del territorio.

## Parchi nazionali
Sono stati istituiti 5 parchi nazionali:
| Nome                              | Distretto                           | Area (ha) | Anno | Localizzazione                                                        | Immagine | Link |
| --------------------------------- | ----------------------------------- | --------- | ---- | --------------------------------------------------------------------- | -------- | ---- |
| Parco nazionale della Fruška Gora | Voivodina Bačka Meridionale, Sirmia | 25 525    | 1960 | Mappa di localizzazione: Serbia · Aree naturali protette della Serbia |          |      |
| Parco nazionale di Đerdap         | Serbia Centrale Bor, Braničevo      | 63 799    | 1974 | Mappa di localizzazione: Serbia · Aree naturali protette della Serbia |          |      |
| Parco nazionale di Kopaonik       | Serbia Centrale Raška, Rasina       | 11 810    | 1981 | Mappa di localizzazione: Serbia · Aree naturali protette della Serbia |          |      |
| Parco nazionale di Tara           | Serbia Centrale Zlatibor            | 19 175    | 1981 | Mappa di localizzazione: Serbia · Aree naturali protette della Serbia |          |      |
| Parco nazionale dei Monti Šar     | Kosovo Prizren, Uroševac            | 39 000    | 1986 | Mappa di localizzazione: Kosovo · Aree naturali protette della Serbia |          |      |

## Parchi naturali
Alcuni parchi naturali:
- Parco naturale Gornje Podunavlje
- Parco naturale Grmija
- Parco naturale Ivlje

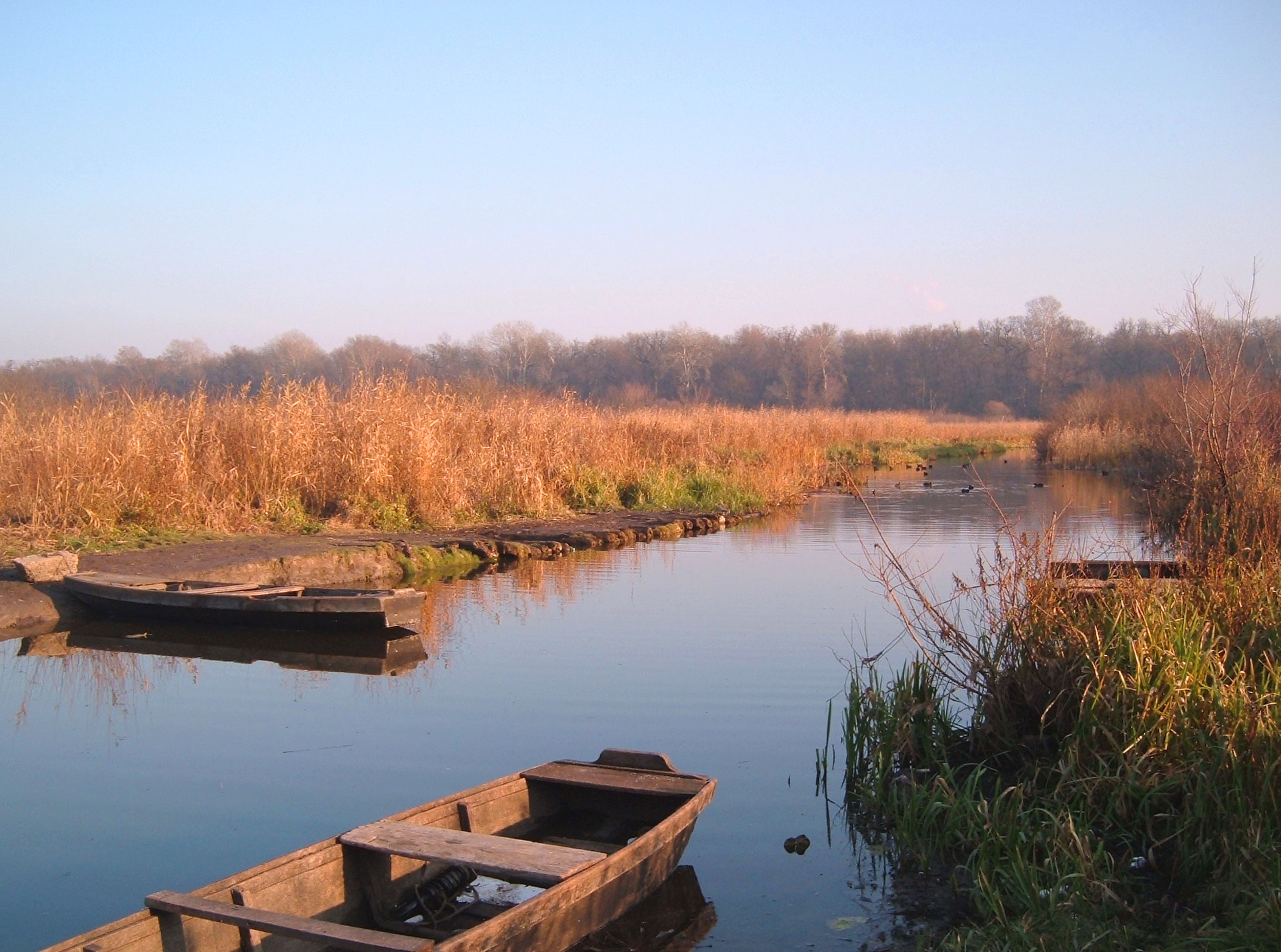
La Riserva naturale speciale Obedska bara

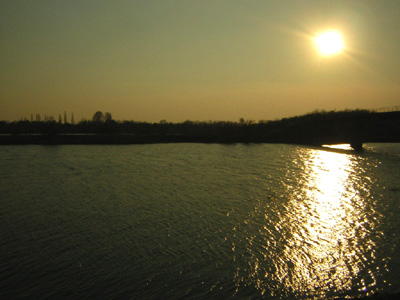
La zona umida di Bela Crkva

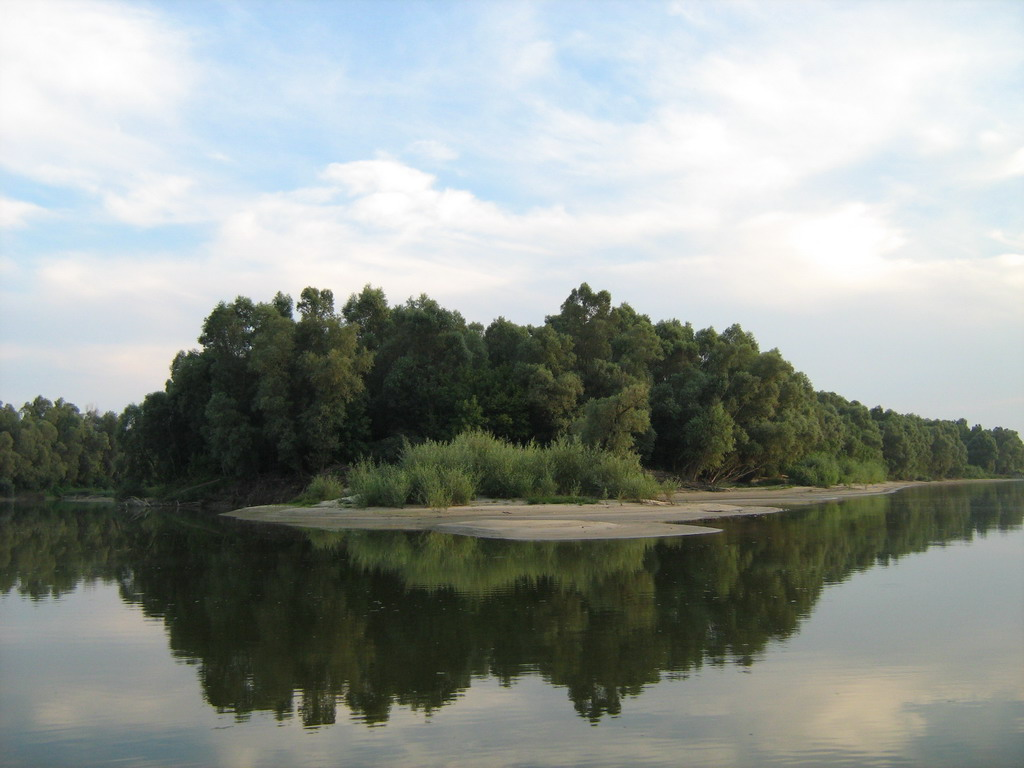
Il Parco naturale Gornje Podunavlje

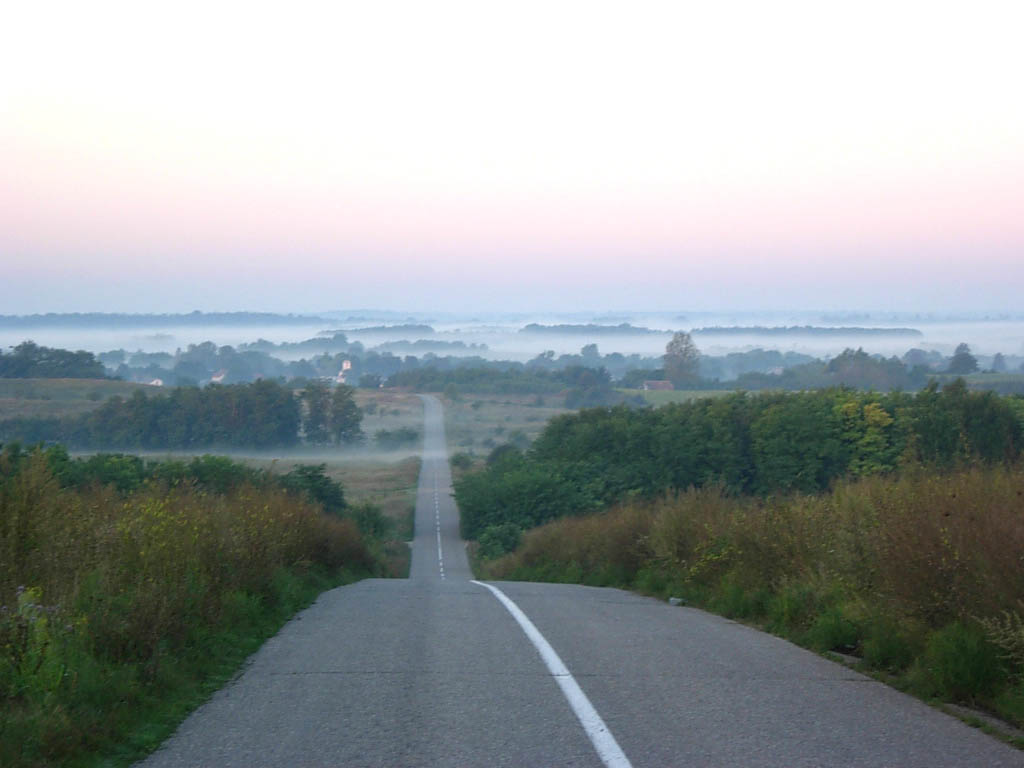
La Riserva naturale di Deliblatska peščara, candidata a patrimonio dell'Umanità nel 2002

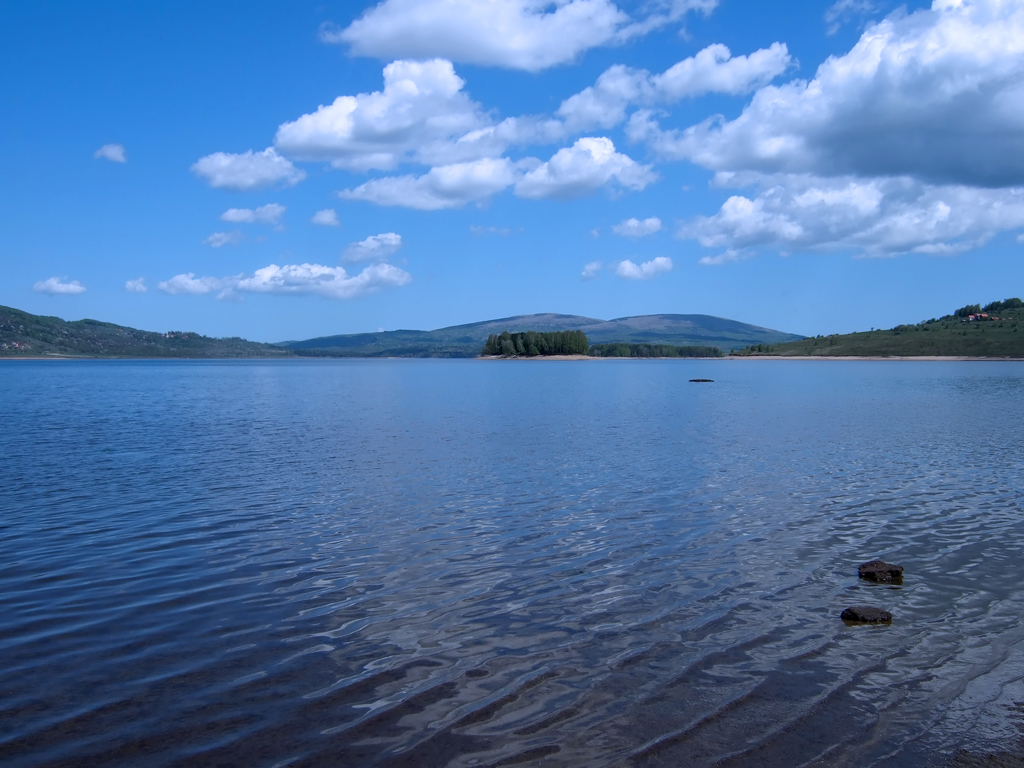
Il Lago Vlasina nella zona umida omonima

- Parco naturale Klisura reke Milesevke
- Parco naturale Leptarija-Soko grad
- Parco naturale Ozrenske livade
- Parco naturale Palic
- Parco naturale Panonija
- Parco naturale Park u Temerinu
- Parco naturale Ponjavica
- Parco naturale Prugovo
- Parco naturale Rajac
- Parco naturale Resava
- Parco naturale Sicevacka Klisura
- Parco naturale Stara Planina
- Parco naturale Suboticke sume
- Parco naturale Tikvara
- Parco naturale Vrsacke planine
- Parco naturale Zobnatica

## Riserve naturali speciali
Alcune riserve naturali speciali:
- Riserva naturale speciale Bestrement
- Riserva naturale speciale Jelasnicka klisura
- Riserva naturale speciale Karadjordjevo
- Riserva naturale speciale Klisura reke Tresnjice
- Riserva naturale speciale Klisura reke Uvac
- Riserva naturale speciale Koviljsko-petrovaradinski rit
- Riserva naturale speciale Ludasko jezero
- Riserva naturale speciale Obedska bara
- Riserva naturale speciale Pasnjaci velike droplje
- Riserva naturale speciale Selevenjske pustare
- Riserva naturale speciale Stari Begej-Carska bara
- Riserva naturale speciale Zasavica

## Paesaggi protetti
Alcuni paesaggi protetti:
- Dolina Pcinje
- Klisura reke Gradac
- Mirusa

## RAMSAR
Zone umide protette in base alla Convenzione di Ramsar: 
- Zona umida di Labudovo okno, Labudovo okno
- Zona umida di Bela Crkva, Bela Crkva
- Zona umida del Lago Ludaš
- Zona umida di Subotica, Subotica
- Zona umida di Pećinci, Pećinci
- Zona umida di Peštersko polje, Peštersko polje
- Zona umida di Sjenica, Sjenica
- Zona umida di Slano Kopovo, Slano Kopovo
- Zona umida di Kikinda, Kikinda
- Zona umida di Stari Begej - Carska Bara, Stari Begej - Carska Bara

## Altre aree naturali
- Deliblatska Peščara
- Monti Balcani
- Pianura Pannonica